# 克勞斯·施密特 (考古學家)
克勞斯·施密特（德語：Klaus Schmidt，1953年12月11日—2014年7月20日）是一名德國考古學家和史前學家，於1996年至2014年領導了哥貝克力石陣的發掘工作。

## 生平
施密特在埃朗根大学和海德堡大學學習史前學和原史學，以及古典考古學和地質學。他於1983年在海德堡大學完成了博士學位，導師是哈拉爾德·豪普特曼。1984年至1986年，他獲得德國考古研究所提供的旅行津貼。1986年至1995年，他獲得德國科學基金會的研究津貼，並受僱於海德堡大學的史前學和原史學研究所，與德國考古研究所和海德堡大學合作開展各種項目。
1995年，施密特成為土耳其東南部喬治特佩和哥貝克力石陣發掘工作的負責人。1999年，他獲得埃爾朗根大學的特許任教資格證書，2000年成為埃爾朗根大學史前學和原史學研究所的編外講師。2007年，他成為埃爾朗根大學的兼職教授。
從2001年開始，施密特成為德國考古研究所東方部史前考古學的推薦人，並從2007年起成為該研究所的通訊成員。
1995年，施密特在附近的烏爾法購買了一棟房子，這成為他的行動基地。他的考古團隊通常在春季和秋季的兩個月內對哥貝克力石陣遺址進行挖掘。在2011年的一次採訪中，施密特估計該遺址大約有5%的部分已經被挖掘出來。

## 個人生活
施密特與土耳其考古學家奇德姆·科克薩爾（Çiğdem Köksal）結婚。2014年7月20日，他在德國游泳時因心臟病發作而死亡。

## 外部連結
- Klaus Schmidt（德国国家图书馆目录相关文献）
- Homepage at the DAI
- Homepage at the University of Erlangen
- Excavation projects with the German Archaeological Institute
- Interview with Klaus Schmidt on findings at Göbekli Tepe （页面存档备份，存于） in the Eurasian Magazine